# Mariampol (gmina w województwie kieleckim)
Mariampol (początkowo Lipa; przejściowo Marjampol; od 1950 Głowaczów) – dawna gmina wiejska istniejąca od 1919 do 1949.
Nazwa gminy pochodzi od wsi Mariampol, lecz siedzibą władz gminy był Głowaczów.
Według Słownika geograficznego Królestwa Polskiego w latach 80. XIX wieku gmina miała powierzchnię 8809 mórg i 3999 mieszkańców. W skład gminy wchodziły: Cecyliówka, Dąbrówka, Emiliów, Ewinów, Głowaczów, Grabna Wola, Helenówek, Henryków, Ignacówko, Jasieńczyk, Lipa, Leżenice, Maniuchy, Mariampol, Matyldzin, Michałów, Rogożek i Żelazna Brama.
W okresie II RP gmina Marjampol należała do powiatu kozienickiego w woj. kieleckim. Po wojnie II wojnie światowej gmina zachowała przynależność administracyjną. 28 kwietnia 1949 gmina została zniesiona, po czym z jej obszaru utworzono gminę Głowaczów z siedzibą w Głowaczowie w woj. kieleckim (od 1975 w woj. radomskim, od 1998 woj. mazowieckim).